# Bitva u Camarónu
Bitva u Camarónu (francouzsky Bataille de Camerone) byla deset hodin trvající bitva, k níž došlo 30. dubna 1863 mezi francouzskou cizineckou legií a mexickou armádou. Je považována za rozhodující okamžik v historii cizinecké legie. Malá pěchotní hlídka čítající pouhých 65 mužů, vedená kapitánem Jeanem Danjouem a poručíky Clémentem Maudetem a Jeanem Vilainem, byla napadena a obléhána přesilou mexické pěchoty a jezdectva, která mohla nakonec dosáhnout 3000 mužů. Francouzi byli nuceni zaujmout obranné postavení poblíž Camarónské haciendy, farmy v Camarónu de Tejeda v mexickém státě Veracruz. Statečné chování legionářů, kteří se odmítli vzdát, vedlo k jisté mystice a bitva u Camarónu se stala synonymem odvahy a boje na život a na smrt.

## Válka
Dne 30. dubna, v 01:00, byla 3. rota čítající 62 legionářů a tří důstojníků legie na cestě z Chiquihuite na Palo Verde vzdálené 6 hodin a 22 mil. V 05:45 došli k Camerone a La Trinidad Hacienda, jejíž 50 metrů dlouhé stěny tvoří náměstí, obklopující dvoupodlažní ranč na severu a otevřenou stáj na jihu, dávno opuštěnou. Podle plánu dorazili do Palo Verde do 7:00 a pokračovali v přípravě ranní kávy. Kávu přerušilo pozorování kolem 8:00 mexické kavalérie kapitána Tomáše Algonzanase Cotaxtla Squadron s 250 rancheros na sever, mířící na jihovýchod, ale oni pokračovali na jih a míjeli silnici asi půl míle daleko. Ve snaze o obhajitelnější pozici přesunul Danjou své muže zpět na západ, podél lesa severně od silnice, k deseti stopám haciendy. Milán se mezitím rozhodl, že musí eliminovat Danjouovy muže, než budou moci zjistit velikost Milánových sil a jejich plánovaný přepad konvoje. Milán vyslal svou dragounskou eskadru a čtyři pěší prapory, aby se připojily k Algonzanovým kopiníkům. Danjouův plán spočíval v odvedení mexických sil od konvoje. Legionáři dosáhli haciendy do 9:00. Danjou se rozhodl pokračovat na západ po silnici směrem na Paseo del Macho, ale před objevením Algonzanových jezdců severně od silnice postupoval jen kousek a Danjou nařídil svým mužům, aby vytvořili dutý čtverec . Nabíjení ve dvou sloupcích, Mexičané „byli zastaveni“ salvami, poté se stáhli a umožnili 3. stáhnout se do příkopu naplněného kaktusy na jižní straně silnice a vrátit se zpět do haciendy. Na cestě však bylo zajato šestnáct Danjouových mužů a Danjou čelil dalšímu mexickému jezdeckému náporu, který se hnal kolem jižní strany haciendy. Druhý náboj opět vystřelila z pušky z Danjouova náměstí a přinutila Mexičany k útěku. Po dosažení haciendy byli legionáři překvapeni, když zjistili, že Mexičané okupují farmu. Milán dorazil s dragouny přibližně ve stejnou dobu, kdy se konvoj drahých kovů vydal zpět do La Soledadu poté, co byl varován před obtížemi 3. strany. Když kapitán Danjou viděl, že je úplně obklopen, vyzval své muže, aby složili přísahu, že budou bojovat na život a nikoli se vzdát ... přinutil je přísahat jejich věrnost na dřevěnou ruku. Danjou se poté podělil o svou láhev vína a povzbudil jeho muži s „těmi ušlechtilými slovy, která zahřívají srdce a znesnadňují konečnou oběť.“ Protetická ruka kapitána Danjoua je nyní nejvíce uctívanou relikvií Legie Milán poslal kapitána Ramona Laineho, aby vyjednal kapitulaci, a vysvětlil Danjouovi: „Budete zbytečně poraženi.“ Danjou odpověděl, že „měl spoustu munice a bude pokračovat v boji.“ Kolem 11:00 Mexičané účtovali brány na západním konci haciendy a porušení na jihu. Ačkoli byl útok zadržen, Danjou byl zasažen do hrudníku a brzy zemřel. Poručík Vilain převzal velení. Ztráty na obou stranách, ale mezi legionáři „voda a jídlo, dvě nejnutnější nezbytnosti, nebyly nalezeny. Nahradila je žízeň, vyčerpání z horka a úžeh.“ Jejich mezci utekli po prvním setkání s mexickou kavalerií a poté na haciendu dorazila pěchota středního brigáda plukovníka Milána, 1200-1400 mužů. Když kapitán Laine nabídl legionářům druhou šanci na kapitulaci, seržant Vincent Morzycki odpověděl v duchu Pierra Cambronna slovy „ Merde “. Po čtyřech hodinách boje zůstalo bojovat třicet dva legionářů. Do 14:00 už jen dvacet mohlo bojovat. V 14:30 byl poručík Vilain zabit a poručík Maudet převzal velení. Do 17:00 byla spálena střecha rančového domu, legionáři byli až dvanácti mužů a plk. Milan nařídil svým mužům z haciendy a nabídl legionářům třetí šanci se vzdát. V dalším náporu, desátníci Everiste Burg, Karl Magnin a Heinrich Pinzinger plus střelci Leon Gorski a Hippolyte Kunnasseg bylo zajato. Do 17:30 zůstali ve stáji pouze muži poručíka Maudeta. Do 18:00, když byla munice vyčerpána, nasadil poslední z Danjouových mužů, jichž bylo jen pět, včetně poručíka Maudeta, zoufale bajonetový náboj. Dva muži upadli úplně a zbytek byl obklíčen. Jeden z nich, Victor Catteau, skočil před Maudetem ve snaze ho chránit a zemřel v mexické palbě. Major Campos nařídil legionářům, aby se vzdali, na což desátník Phillipe Maine odpověděl: „Vzdáme se, pokud nám necháte naše zbraně a naše vybavení. Musíte také slíbit, že se postaráme o našeho zraněného poručíka.“ Když Campos přivedl trojici k Milánovi, zeptal se: „Jsou to všichni? Jsou to všichni muži, kteří zbyli?“ Potom v úžasu zvolal: „To nejsou muži! Jsou to démoni!“

## Následky
Jak slíbil, poručík Maudet byl na bitevním poli ošetřen Dr. Francisco Talavera, také hlavní velící jednotce Cordoba, než 8. května podlehl svým zraněním. Bubeník Lai byl ponechán mrtvý, ale Jeanningros ho našel 1. května. Sedmnáct legionářů bylo zajato do La Joya. Většina z nich byla osvobozena výměnou vězňů dne 14. července 1863.